# Glenn Ford

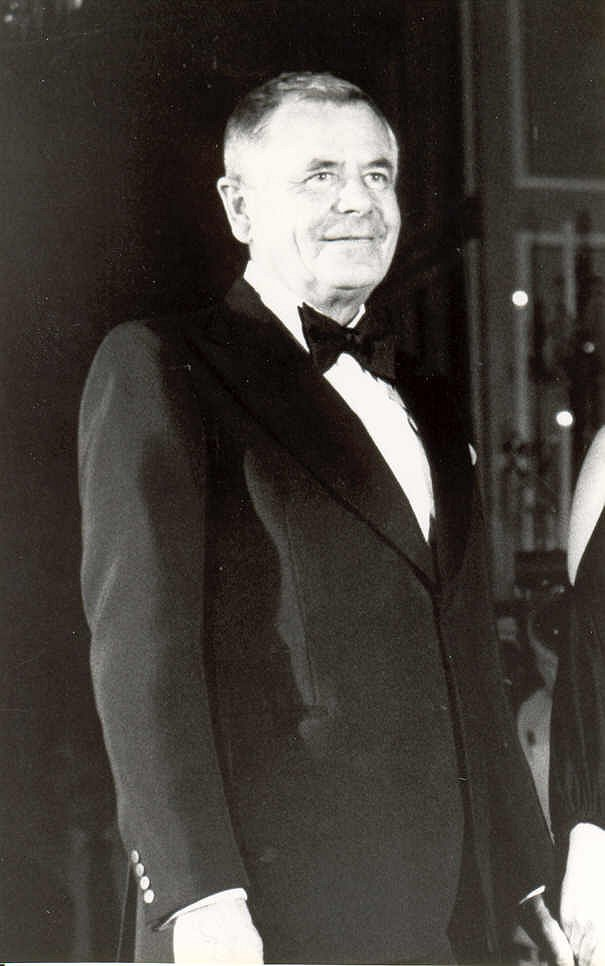
Glenn Ford 1979.

Gwyllyn Samuel Newton "Glenn" Ford, född 1 maj 1916 i Sainte-Christine-d'Auvergne i Québec, död 30 augusti 2006 i Beverly Hills, Los Angeles, Kalifornien, var en amerikansk skådespelare. Fords karriär spände över 50 år, under vilken han spelade signifikanta roller i filmer som Gilda (1946), Polishämnaren (1953), Vänd dem inte ryggen! (1955), Tehuset Augustimånen (1956), 3:10 till Yuma (1957), Fickan full av flax (1961), Pappas väninnor (1963) och Superman - The Movie (1978).

## Biografi
Glenn Ford flyttade med föräldrarna till Kalifornien när han var åtta år gammal. Han fick scenerfarenhet i skolpjäser vid Santa Monica High School och efter avslutade skolstudier hade han småroller och med tiden huvudroller vid olika teatersällskap på amerikanska västkusten. Ford filmdebuterade 1939 hos Columbia Pictures. Han gjorde ett uppehåll i sin skådespelarkarriär under andra världskriget då han tjänstgjorde i marinkåren. 
Efter kriget fick han sitt stora genombrott 1946 i Gilda, där han spelade mot Rita Hayworth. Han var en mycket mångsidig skådespelare och har medverkat i såväl drama som komedier och vilda västern-filmer.
I sitt första av fyra äktenskap var han gift med skådespelaren och dansaren Eleanor Powell 1943-1959.

## Utmärkelser
Asteroiden 3852 Glennford är uppkallad efter honom.

## Filmografi
- 1939 – Heaven with a Barbed Wire Fence
- 1940 – Fy på sej pappa!
- 1941 – Folket utan fosterland
- 1941 – Go West, Young Lady
- 1941 – Texas
- 1943 – Desperados
- 1946 – Gilda
- 1946 – Stulet liv
- 1947 – Farlig fälla
- 1948 – Carmen - fresterskan
- 1948 – Mannen från Colorado
- 1949 – Döden i hälarna
- 1949 – Lagens fiende nr. 1
- 1950 – Inspärrad
- 1950 – Vita tornet
- 1951 – Djävulens sjö
- 1952 – Trinidad
- 1952 – Järnhandsken
- 1952 – Ung man med idéer
- 1953 – Polishämnaren
- 1953 – Bomben
- 1953 – Hämnaren från Fort Alamo
- 1953 – Solgudinnans hämnd
- 1953 – Djungel
- 1954 – Mord på nattexpressen
- 1955 – Sången till livet
- 1955 – Vänd dem inte ryggen!
- 1955 – Mord?
- 1955 – Våldets män
- 1955 – Främling i fara
- 1956 – Signal Från Okänd
- 1956 – Tehuset Augustimånen
- 1956 – Första kulan dödar
- 1956 – Främlingen från vidderna
- 1957 – 3:10 till Yuma
- 1958 – Det kom en man från Texas
- 1958 – Sista torpeden
- 1958 – Cowboy
- 1959 – Lusthuset
- 1959 – Det började med en kyss
- 1960 – Cimarron
- 1961 – Fickan full av flax
- 1962 – De fyra ryttarna
- 1962 – Fruktans grepp
- 1963 – Pappas väninnor
- 1963 – Hertigen och Mr Pimm
- 1964 – Kraschlandning
- 1964 – Hjältar utan byxor
- 1965 – Vildast i Västern
- 1965 – Två sammansvurna män
- 1966 – Brinner Paris?
- 1966 – Fruktans timmar
- 1967 – Pistolero
- 1967 – Han red för att hämnas
- 1968 – Day of the Evil Gun
- 1969 – Kulan kom från en 44:a
- 1970 – The Brotherhood of the Bell
- 1973 – Santee - prisjägaren
- 1974 – The Disappearance of Flight 412
- 1976 – Slaget om Midway
- 1977 – Med ryggen mot väggen
- 1978 – Superman - The Movie
- 1978 – Evening in Byzantium
- 1979 – Satans lilla flicka
- 1979 – Kontraktet
- 1979 – Sacketts - Bröder och Hämnare
- 1980 – Virus
- 1981 – Happy Birthday to Me
- 1988 – Casablanca Express
- 1991 – Raw Nerve